# IGNITION (44MAGNUMのアルバム)
『IGNITION』（イグニッション）は、44MAGNUMの6枚目のオリジナル・アルバム。

## 概要
east west japan移籍後初のオリジナル・アルバムであり、再結成後初のオリジナル・アルバムとしてリリースされた。
2012年3月21日には、結成35周年を記念してリマスタリングを行い、紙ジャケット、SHM-CD仕様で再発売した。
44MAGNUMの真骨頂であるヘヴィかつアグレッシヴなサウンドに原点回帰し、完全復活を宣言しているのが本作の特徴である。

## 収録曲
（全作詞：梅原“PAUL”達也、全作曲：広瀬“JIMMY”さとし、全編曲：梅原“PAUL”達也、広瀬“JIMMY”さとし）
1. ENTER
2. FAR PLANET
3. TRUTH AND FALSEHOOD
4. MATTER OF CONCERN
5. THIS TIME
6. SAY MY LOVE WAS NOTHING
7. SEX LIES
8. EVERYTHING WHAT WE NEED IS INSIDE US
9. ? CAN U SEE
10. ANSWERS
11. NASTY
12. SENDING U-SOS

## 参加メンバー
- 梅原“PAUL”達也：ボーカル
- 吉川“BAN”裕規：ベース
- 広瀬“JIMMY”さとし：ギター
- 宮脇“JOE”知史：ドラムス